# Liste de jeux Android
Cette liste de jeux Android recense les jeux vidéo sortis sur le système d'exploitation Android (notamment présent sur de nombreux smartphones et tablettes tactiles).
Pour un souci de cohérence, la liste utilise les noms français des jeux, si ce nom existe.
- Haut – A
- B
- C
- D
- E
- F
- G
- H
- I
- J
- K
- L
- M
- N
- O
- P
- Q
- R
- S
- T
- U
- V
- W
- X
- Y
- Z

## 0-9
- 1942 Mobile
- 1979 Revolution: Black Friday
- 10000000
- 2048
- 428: Shibuya Scramble
- 60 Seconds
- 80 Days
- 9 Elefants
- 94 %
- 94 Degrés
- 94 Secondes
- 911 Operator

## A
- À prendre ou à laisser
- AaaaaAAaaaAAAaaAAAAaAAAAA!!! - A Reckless Disregard for Gravity
- The Academy: The First Riddle
- Activision Anthology
- Adorable Home
- Adventure Capitalist
- Adventures of Mana
- Aerofly FS
- AFL Live 2
- After Burner Climax
- Agar.io
- Agarest: Generations of War
- Agarest: Generations of War Zero
- Agent A
- Air
- Airline Tycoon
- Airlines Manager 2
- Airport Mania
- Art of War 3
- Akinator : Le Génie du web
- Albion Online
- Alien Breed
- Alien: Blackout
- Alto's Adventure
- Always Sometimes Monsters
- Amazing Alex
- Amazing Spider-Man, The
- Amazing Spider-Man 2, The
- Amerzone, L' : Le Testament de l'explorateur
- Amour sucré
- Among Us
- Angband
- Angry Birds
- Angry Birds 2
- Angry Birds Epic
- Angry Birds Friends
- Angry Birds Go!
- Angry Birds Rio
- Angry Birds Seasons
- Angry Birds Space
- Angry Birds Star Wars
- Angry Birds Star Wars II
- Angry Birds Transformers
- Animal Crossing: Pocket Camp
- Antioch: Scarlet Bay
- Antiquia Lost
- Anomaly: Warzone Earth
- Another Eden
- Another Lost Phone: Laura's Story
- Another World
- AO International Tennis
- Apollo Justice: Ace Attorney
- Aquaria
- Arena of Valor
- Ark: Survival Evolved
- ARMA Tactics
- Armello
- Army of Darkness: Defense
- Artifact
- Ash of Gods: Redemption
- Asphalt 5
- Asphalt 6: Adrenaline
- Asphalt 7: Heat
- Asphalt 8: Airborne
- Asphalt 9: Legends
- Asphalt Xtreme
- Assassin's Creed: Altaïr's Chronicles
- Assassin's Creed Identity
- Assassin's Creed Pirates
- Assassin's Creed Rebellion
- Assassin's Creed Revelations
- Assoluto Racing
- Astérix et ses amis
- Astérix : Mégabaffe
- Astérix : Totale Riposte
- Atelier Online
- Au cœur de Lascaux
- Auralux
- Auralux: Constellations
- Autumn Dynasty
- Aventure Layton, L' : Katrielle et la Conspiration des millionnaires
- Aventures de Tintin, Les : Le Secret de La Licorne
- Aventuriers du rail, Les
- AVP: Evolution
- Aworded
- Azur Lane

## B
- B-Daman
- Babel Rising
- Babel Rising: Cataclysm
- Babel Rising 3D
- Babel Running
- Back to Bed
- Backbreaker
- Backflip Madness
- Bad Dinos
- Bad North
- Bad Piggies
- Badland
- Baikoh
- Baldur's Gate: Enhanced Edition
  - Baldur's Gate: Siege of Dragonspear
- BanG Dream! Girls Band Party!
- Banner Saga, The
- Banner Saga 2, The
- Bard's Tale, The (2004)
- Bardbarian
- Bataille pour Wesnoth, La
- Batman Arkham City: Lockdown
- Batman: Arkham Origins
- Batman: The Telltale Series
- Batman: The Enemy Within
- Battle of Heroes
- Battle of Polytopia, The
- BattleParis
- Beacon 38
- Beat Hazard 2
- Beauty and the Beast: Perfect Match
- Beholder
- Bejeweled
- Bejeweled 2
- Bejeweled 3
- Beyblade: Burst
- Beyond Space
- Blackwell Legacy, The
- Blackwell Unbound
- Blackwell Convergence
- BlazBlue Alternative: Dark War
- Blue Archive
- Blind Legend, A
- Blobby Volley
- BlockQuest
- Bloodstroke
- Boom Beach
- Bot Squad, The: Puzzle Battles
- Botanicula
- Boulder Dash
- Bounden
- Boy and His Blob, A
- Brave Frontier 2
- Brawl Stars
- Breath of Fire 6
- Bridge Constructor Portal
- Broken Age
- Brothers: A Tale of Two Sons
- Btoom!
- Bubble Witch Saga
- Bubble Witch Saga 2
- Bubble Witch Saga 3
- Burn It All: Journey to the Sun

## C
- Call of Champions
- Call of Duty: Black Ops - Zombies
- Call of Duty: Global Operations
- Call of Duty: Heroes
- Call of Duty: Mobile
- Call of Duty: Strike Team
- Caller's Bane
- Canabalt
- Candy Crush Saga
- Candy Crush Friends Saga
- Candy Crush Jelly Saga
- Candy Crush Soda Saga
- Car Mechanic Simulator 2018
- Carcassonne
- Carcassonne: Tiles and Tactics
- Card City Nights
- Card Thief
- Carmageddon
- Castle Clash
- Castle of Illusion
- CastleStorm
- Castlevania: Grimoire of Souls
- Castlevania: Symphony of the Night
- Cat Quest
- Cave, The
- Celestial Arculs
- Chaos;Head NoAH
- Chevaliers de Baphomet, Les
- Chevaliers de Baphomet, Les : Les Boucliers de Quetzalcoatl
- Chevaliers de Baphomet, Les : La Malédiction du serpent
- Choplifter HD
- Chrono Ma:Gia
- Chrono Trigger
- Chubby Kings: Penguins
- Chuchel
- ChuChu Rocket!
- Civilization Revolution 2
- Clash of Clans
- Clash Royale
- Clicker Heroes
- Clockwiser
- Cloud Chasers
- Colin McRae Rally (2013)
- Coli'vraison (DEMO)
- Combo Crew
- Commander Keen in Keen Dreams
- Contre Jour
- Cook, Serve, Delicious!
- Cosmic Express
- Costume Quest
- CounterSpy
- Crayon Physics Deluxe
- Crazy Climber
- Crazy Dino Park
- Crazy Taxi
- Crazy Taxi: City Rush
- Crazy Taxi Gazillionaire
- Criminal Case
- Crossout Mobile
- Crossy Road
- Crystal Defenders
- Crystareino
- Cube Escape: Seasons
- Cube Escape: The Lake
- Cube Escape: Arles
- Cube Escape: Harvey's Box
- Cube Escape: Case 23
- Cube Escape: The Mill
- Cube Escape: Birthday
- Cube Escape: Theatre
- Cube Escape: The Cave
- Cuboid
- Curiosity: What's Inside the Cube?
- Cut the Rope

## D
- Dai Gyakuten Saiban: Naruhodō Ryūnosuke no Bōken
- Dai Gyakuten Saiban 2: Naruhodō Ryūnosuke no Kakugo
- Dandy Dungeon: Legend of Brave Yamada
- Danganronpa: Trigger Happy Havoc
- Dariusburst
- Dark Knight Rises, The
- Darkstone
- Dead Cells
- Dead Synchronicity
- Dead Trigger
- Death Come True
- Deathsmiles
- Decap Attack
- Desert Bus
- Despicable Me: Minion Rush
- Deus Ex Go
- Deus Ex: The Fall
- Diablo Immortal
- Diamantine
- Dicey Dungeons
- Diep.io
- Digimon Links
- Diner Dash
- Disney Crossy Road
- Disney Infinity: Marvel Super Heroes
- Disney Magic Kingdoms
- Disney Playmation
- Disney Tsum Tsum
- Disney's DuckTales Remastered
- Dissidia Final Fantasy: Opera Omnia
- DoDonPachi DaiFukkatsu
- DoDonPachi Unlimited
- Dofus Touch
- Dokuro
- Don't Look Back
- Don't Starve: Pocket Edition
- Don't Starve: Shipwrecked
- Doodle Jump
- Doom and Destiny
- Door Kickers
- Door Kickers: Action Squad
- Dota Underlords
- Double Dragon Trilogy
- Double Dragon IV
- Downwell
- Dr. Mario World
- Dracula : Résurrection
- Dracula 2 : Le Dernier Sanctuaire
- Dracula 4 : L'Ombre du dragon
- Dracula 5 : L'Héritage du sang
- Drag'n'Boom
- Dragon Ball Legends
- Dragon Ball Z: Dokkan Battle
- Dragon Quest
- Dragon Quest II
- Dragon Quest III
- Dragon Quest IV : L'Épopée des élus
- Dragon Quest V : La Fiancée céleste
- Dragon Quest VI : Le Royaume des songes
- Dragon Quest VII : La Quête des vestiges du monde
- Dragon Quest : L'Odyssée du roi maudit
- Dragon Quest X
- Dragon Quest Monsters: Terry's Wonderland SP
- Dragon Quest Rivals
- Dragon's Lair
- Draw Something
- Drawn : La Tour d'Iris
- DrawRace 2
- Driver: San Francisco
- Driver Speedboat Paradise
- Drop7
- Duel Quiz
- Duke Nukem 3D
- Dumb Ways to Die
- Dumb Ways to Die 2: The Games
- Dumb Ways to Die 3: World Tour
- Dungeon Defenders
- Dungeon Hunter
- Dungeon Hunter 2
- Dungeon Hunter 3
- Dungeon Hunter 4
- Dungeon Hunter 5
- Dungeon Hunter Champions
- Dungeon Keeper (2014)
- Dungeon of Gravestone

## E
- EA Sports UFC
- Earn to Die 2
- Earthworm Jim
- Edge
- Eggggg: The Platform Puker
- Eisenhorn: Xenos
- El Shaddai: Ascension of the Metatron
- Elder Scrolls, The: Blades
- Elder Scrolls, The: Legends
- Eliss Infinity
- Ensemble Stars!
- Enterre-moi, mon amour
- Epic Astro Story
- Equideow
- Escapists, The
- EVE Echoes
- Ever 17: The Out of Infinity
- Evoland
- Expendable: Rearmed
- Experts, Les : Hidden Crimes
- Exploding Kittens
- ExZeus
- ExZeus 2

## F
- Fallen London
- Fallout Shelter
- Family Feud Live!
- Family Guy : À la recherche des trucs
- Farming Simulator 2012
- Farming Simulator 14
- Farming Simulator 16
- Farming Simulator 18
- FarmVille
- Fatal Fury Special
- Fate/Grand Order
- Fearless Fantasy
- Fieldrunners
- Fieldrunners 2
- FIFA 10
- FIFA 11
- FIFA Mobile
- Final Fantasy IV : Les Années suivantes
- Final Fantasy VI
- Final Fantasy IX
- Final Fantasy XIII
- Final Fantasy XV : Les Empires
- Final Fantasy XV: Justice Monsters Five
- Final Fantasy XV: Pocket Edition
- Final Fantasy Agito
- Final Fantasy Airborne Brigade
- Final Fantasy All the Bravest
- Final Fantasy Awakening
- Final Fantasy: Brave Exvius
- Final Fantasy Crystal Chronicles
- Final Fantasy Dimensions
- Final Fantasy Dimensions II
- Final Fantasy Explorers-Force
- Fire Emblem Heroes
- Firefly Online
- Fiscal Kombat: European Edition
- Five Nights at Freddy's
- Five Nights at Freddy's 2
- Five Nights at Freddy's 3
- Five Nights at Freddy's 4
- Five Nights at Freddy's: Sister Location
- Five Nights at Freddy's AR: Special Delivery
- Flappy Bird
- Flick Soccer!
- Flight Control
- Floor Kids
- Florence
- FNAF World
- Football Manager Handheld 2014
- Football Manager Handheld 2015
- Football Manager Touch 2017
- Football Manager Touch 2018
- Football Manager 2020
- Forge of Empires
- Fort Boyard
- Fortnite Battle Royale
- Fortnite Créatif
- Fotonica
- Fran Bow
- Freddy Fazbear's Pizzeria Simulator
- Freedoom
- Frostrune, The
- Frozen Bubble
- Frozen Synapse
- Frozen Synapse Prime
- Fruit Fusion
- Fruit Ninja
- Fruit Ninja: Puss in Boots
- Futurama: Worlds of Tomorrow

## G
- Gabriel Knight: Sins of the Fathers - 20th Anniversary
- Galaxy on Fire
- Galaxy on Fire 2
- Galaxy on Fire 3: Manticore
- Galaxy on Fire: Alliances
- Galaxy Trucker
- Galcon
- Galcon Fusion
- Galcon Legends
- Galcon 2: Galactic Conquest
- Game Dev Story
- Game Dev Tycoon
- Game of Thrones: A Telltale Games Series
- Game of Thrones: Ascent
- Game of Thrones: Beyond the Wall
- Gang Domination
- Gangstar City
- Gangstar: Miami Vindication
- Gangstar: New Orleans
- Gangstar: Vegas
- Gangstar: West Coast Hustle
- Gangstar Rio: City of Saints
- Garou: Mark of the Wolves
- Gears Pop!
- Gemini Rue
- Genshin Impact
- GeoFS
- Geometry Dash
- Getting Over It with Bennett Foddy
- Ghosts 'n Goblins: Gold Knights
- Giana Sisters 2D
- Glitch Tank
- Glitchskier
- GLTron
- Goat Simulator
- Gobliiins
- Gobliins 2: The Prince Buffoon
- Goblins 3
- God Eater: Resonant Ops
- Gods of Boom
- Gods Will Be Watching
- Godus
- Golem Arcana
- Good Snowman Is Hard to Build, A
- Granblue Fantasy
- Grand Theft Auto III
- Grand Theft Auto: Chinatown Wars
- Grand Theft Auto: Liberty City Stories
- Grand Theft Auto: San Andreas
- Grand Theft Auto: Vice City
- Granny et Granny: Chapter Two
- Graveyard, The
- Greed Corp
- Greedy Grub
- GRID Autosport
- Gridland
- Grim Fandango
- Grimm's Notes
- Growtopia
- Guardians of the Galaxy: The Telltale Series
- Guides, The
- Gunhouse
- Gunman Clive
- Guns of Mercy
- Gunstar Heroes
- Gus : À vol d'oiseau
- Gwent: The Witcher Card Game
- Gyakuten Kenji 2

## H
- Habitica
- Hakuōki: Demon of the Fleeting Blossom
- Hamilton's Great Adventure
- Harmony
- Harmony 2
- Harmony 3
- Harry Potter : Secret à Poudlard
- Harry Potter: Wizards Unite
- Harvest Moon: Frantic Farming
- Harvest Moon: Lil' Farmers
- Harvest Moon : Lumière d'espoir
- Hatoful Boyfriend
- Haunt the House: Terrortown
- Hay Day
- Hearthstone
- Hello Kitty Jewel Town!
- Hello Kitty Memory Game
- Hello Kitty Puzzle Jigsaw
- Hero of Many
- Heroes of Might and Magic III
- Heroes of Order and Chaos
- Hidden Folks
- Hill Climb Racing
- Hill Climb Racing 2
- Hitman Go
- Hitman: Sniper
- Hocus
- Horizon Chase: World Tour
- Horse Adventure: Tale of Etria
- Horse Haven: World Adventures
- Horse Life Adventures
- Horus Heresy, The: Drop Assault
- Hotline Miami
- Hotline Miami 2: Wrong Number
- House of the Dead: Overkill, The
- Human Resource Machine
- Hundreds
- Hungry Shark Evolution
- Hungry Shark VR
- Hungry Shark World

## I
- I Have No Mouth, and I Must Scream
- Icy Tower
- Ikaruga
- Île de Club Penguin, L'
- Imouto Paradise!
- Inazuma Eleven: Eiyū-tachi no Great Road
- Incredipede
- Infinite Flight
- Ingress
- Injustice : Les dieux sont parmi nous
- Injustice 2
- Into the Dead
- Into the Dead 2
- Iron Maiden: Legacy of the Beast
- Iron Sky: Invasion
- Ironclad Tactics
- Ittle Dew

## J
- James Bond: World of Espionage
- James Cameron's Avatar: The Game
- James Renard : Opération Milkshake
- Jazz: Trump's Journey
- JCC Pokémon Online
- Jet Set Radio
- Jetez-vous à l'eau !
- Jetpack Joyride
- Joe Danger
- Joe Dever's Lone Wolf
- JoJo's Bizarre Adventure: Diamond Records
- Jumanji: The Mobile Game
- Jurassic Park Builder
- Just Dance Now
- Justice League Action Run

## K
- Kairo
- Kamaitachi no Yoru
- Kathy Rain
- Keep Talking and Nobody Explodes
- Kentucky Route Zero
- Kim Kardashian: Hollywood
- Kinectimals
- King of Fighters XIII, The
- King of Fighters, The: AllStar
- King Crusher
- King of Thieves
- King Tongue
- King's Knight: Wrath of the Dark Dragon
- Kingdom
- Kingdom Hearts χ
- Kingdom Rush
- Kingdom Rush Frontiers
- Kingdom Rush Origins
- Knights of Pen and Paper
- KoGaMa
- Knights of the Round Cable
- Knives Out
- Krosmaga
- Kung Fu Rabbit

## L
- Lapins Crétins Big Bang, The
- Lara Croft and the Guardian of Light
- Lara Croft Go
- Lara Croft: Relic Run
- Last Express, The
- League of Evil
- League of Legends: Wild Rift
- Legend of Solgard
- Legend of the Skyfish
- Légende de Thor, La
- Legends of Runeterra
- Lego Batman 2: DC Super Heroes
- Lego Batman 3 : Au-delà de Gotham
- Lego Creator Islands
- Lego Harry Potter : Années 1 à 4
- Lego Harry Potter : Années 5 à 7
- Lego Le Seigneur des anneaux
- Lego Marvel Super Heroes
- Lego Minifigures Online
- Lego Ninjago : L'Ombre de Ronin
- Lego Star Wars : La Saga complète
- Leo's Fortune
- Let Them Come
- Limbo
- Lineage II: Revolution
- Linia
- Little Big Adventure
- Little Inferno
- Little Misfortune
- Little Raiders: Robin's Revenge
- Little Tail Story
- Lords Mobile
- Lords of Midnight, The
- Lost Horizon
- Lost Order
- Love Nikki-Dress Up Queen!
- Luftrausers
- Lumines Puzzle and Music
- Life is Strange

## M
- Machinarium
- Mad Tracks
- Magic: The Gathering - Duels of the Planeswalkers 2014
- Mahōka kōkō no rettōsei: LOST ZERO
- Mahōka kōkō no rettōsei: School Magicus Battle
- Majesty: The Fantasy Kingdom Sim
  - Majesty: The Northern Expansion
- Mario Kart Tour
- Marvel: Avengers Academy
- Marvel: Future Fight
- Marvel : Tournoi des champions
- Marvel Puzzle Quest
- Marvel Strike Force
- Marvel Tsum Tsum
- Mass Effect Infiltrator
- Max Payne
- Maya the Bee: The Ant's Quest
- Maya the Bee: Flying Challenge
- Mechanic Escape
- Mega Man
- Mega Man 3
- Mega Man 5
- Mega Man 6
- Mega Man X
- Mega Man X2
- Men in Black 3
- Metal Gear Rising: Revengeance
- Metal Slug 3
- Metal Slug Attack
- Metal Slug Defense
- Metamorphabet
- Microtrip
- Might and Magic: Clash of Heroes
- Mighty Quest for Epic Loot, The
- Miitomo
- Mindustry
- Minecraft
- Minecraft Earth
- Minecraft: Story Mode
- Minecraft: Story Mode - Saison 2
- Might and Magic: Elemental Guardians
- Mini Metro
- Minions Paradise
- Mobile Legends Bang Bang
- Mobius Final Fantasy
- Modern Combat: Sandstorm
- Modern Combat 2: Black Pegasus
- Modern Combat 3: Fallen Nation
- Modern Combat 4: Zero Hour
- Modern Combat 5: Blackout
- Modern Combat: Versus
- Mondes de Ralph, Les
- Monkey King Escape
- Monopoly
- Monster Energy Supercross
- Monster Life
- Monster Shooter
- Monster Strike
- Monster Trucks Racing
- Monsters Ate My Birthday Cake
- Monument Valley
- Monument Valley 2
- Mortal Kombat X
- Mountain
- Mr Love: Queen's Choice
- Mucho Party
- My Brute
- Mystérieuses Cités d'or, Les : Mondes secrets
- Mysterium
- Mystery Case Files: Return to Ravenhearst
- Mystic Messenger

## N
- N.O.V.A. Near Orbit Vanguard Alliance
- N.O.V.A. 2: The Hero Rises Again
- N.O.V.A. 3
- N.O.V.A. Legacy
- NBA 2K13
- NBA 2K14
- NBA 2K15
- NBA 2K16
- NBA 2K17
- NCIS: Hidden Crimes
- Need for Speed: Hot Pursuit
- Need for Speed: Most Wanted
- Need for Speed: No Limits
- Need for Speed: Shift
- Neko Atsume
- Neo Turf Masters
- NetHack
- Neuroshima Hex!
- Neuroshima Hex Puzzle
- Never 7: The End of Infinity
- New York Nights 2
- NHL 2K
- Night in the Woods
- NightCry
- Nihilumbra
- Nimble Quest
- Ninja Spinki Challenges!!
- Normal Lost Phone, A
- Not A Hero
- Nutty Fluffies
- NyxQuest: Kindred Spirits

## O
- Oceanhorn: Monster of Uncharted Seas
- Octodad: Dadliest Catch
- Oddworld : La Fureur de l'étranger
- Oddworld : L'Odyssée de Munch
- Oil Rush
- Old Man's Journey
- OlliOlli
- OlliOlli 2: Welcome to Olliwood
- One Piece Treasure Cruise
- Onimusha Soul
- Oniri Islands
- OpenArena
- Opticale
- Order and Chaos 2: Redemption
- Order and Chaos Duels
- Order and Chaos Online
- Order Up!! To Go
- Oregon Trail, The
- OTTTD
- Out There
- Out There Chronicles
- Outernauts
- Overkill
- Overkill 2
- Overkill 3
- Overkill Mafia

## P
- Pac-Man 256
- Pac-Man Bounce
- Pac-Man Championship Edition
- Pac-Man Championship Edition DX
- Pac-Man Dash!
- Pac-Man Kart Rally 3D
- Pac-Man Monsters
- Pacific Rim: Breach Wars
- Pacific Rim: The Mobile Game
- Pako 2
- Pang Adventures
- Papa Louie (série)
- Paperama
- Paranautical Activity
- Part Time UFO
- Party Hard
- Peggle Blast
- Perfect World Mobile
- PES Club Manager
- PewDiePie's Tuber Simulator
- Phantasy Star Online 2
- Phoenix Wright: Ace Attorney
- Phoenix Wright: Ace Attorney - Justice for All
- Phoenix Wright: Ace Attorney - Trials and Tribulations
- Phoenix Wright: Ace Attorney - Dual Destinies
- Phoenix Wright: Ace Attorney - Spirit of Justice
- Pictoword
- Pier Solar and the Great Architects
- Pilot Brothers: On the Track of Striped Elephant
- Pinball Arcade, The
- PinOut!
- PinWar
- Pix'n Love Rush
- Plague Inc.
- Planetarian ～chiisana hoshi no yume～
- Plantes contre zombies
- Plants vs. Zombies 2: It's About Time
- Plants vs. Zombies Heroes
- PlayerUnknown's Battlegrounds: Exhilarating Battlefield
- Please Don't Touch Anything
- Pokémon Go
- Pokémon Masters
- Pokémon Quest
- Pokémon Rumble Rush
- Pokémon Shuffle
- Pokémon : Magicarpe Jump
- PopoloCrois : Narcia's Tears and the Fairy's Flute
- Postknight
- Pou
- Powernode
- Predators
- Pretentious Game
- Prince of Persia Escape
- Prison Architect
- Pro Evolution Soccer 2011
- Pro Evolution Soccer 2012
- Pro Evolution Soccer 2017
- Pro Zombie Soccer
- Professeur Layton et l'Étrange Village
- Proton Bus Simulator
- Prune
- Puddle
- Punch Club
- Puyo Puyo! 15th Anniversary
- Puyopuyo!! Quest
- Puzzle and Dragons
- Puzzle Fighter
- Puzzle Quest 2

## Q
- Q.U.B.E.
- Quell
- Quell: Memento
- Quell: Reflect
- Quell: Zen
- Quest, The
- Questions pour un champion Online
- QuizUp
- QWOP

## R
- R-Type
- R-Type II
- Radiohammer
- RAID: Shadow Legends
- Raiden Legacy
- Randal's Monday
- Rapala Fishing: Daily Catch
- Ratchet and Clank: Before the Nexus
- Ravensword: Shadowlands
- Rayman Classic
- Rayman Adventures
- Rayman: Fiesta Run
- Rayman: Jungle Run
- Re-Volt
- Ready Steady Bang
- Ready Steady Play
- Real Football 2010
- Real Golf 2011
- Real Racing 2
- Real Racing 3
- Reaper: Tale of a Pale Swordsman
- Redneck Revenge: A Zombie Road Trip
- Reign of Dragons
- Reigns
- Reigns: Game of Thrones
- Reigns: Her Majesty
- Remember 11: The Age of Infinity
- République
- Retro City Rampage
- Ride into the Mountains, A
- Ridiculous Fishing
- Rise of Mana
- Rise: Race the Future
- Roblox
- Robot Unicorn Attack
- Rochard
- RollerCoaster Tycoon 4 Mobile
- Romancing SaGa 2
- Romancing SaGa 3
- Rush Wars
- Rusty Lake: Hotel
- Rusty Lake: Paradise
- Rusty Lake: Roots
- Ruzzle
- Rymdkapsel

## S
- Saint Seiya Awakening: Knights of the Zodiac
- Saint Seiya Cosmo Fantasy
- Samorost 3
- Samurai Shodown II
- Sandbox, The
- Sanitarium
- Save the Snail
- Save the Snail 2
- Saving Private Sheep
- Schtroumpfs, Les : Epic Run
- Scribblenauts Unlimited
- Secret Files: Sam Peters
- Secret of Mana
- Sega Heroes
- Sequence, The
- Serious Sam 3: BFE
- Shadowgun
- Shadowgun Legends
- Shadowgun War Games
- Shadowrun Returns
- Shadowverse
- Shogun: Rise of the Renegade
- Shoot Many Robots
- Sigma Theory: Global Cold War
- Silent Age, The
- SimCity BuildIt
- Simon the Sorcerer
- Simon the Sorcerer II: The Lion, the Wizard and the Wardrobe
- Simpson, Les : Springfield
- Sims 3, Les
- Sims 3, Les : Ambitions
- Sims Freeplay, Les
- Sims Mobile, Les
- Skullgirls
- Skulls of the Shogun
- Sky Force
- Sky Force Reloaded
- Sky Force 2014
- Skyhill
- Skylanders: Battlecast
- Skylanders: Battlegrounds
- Skylanders: Cloud Patrol
- Skylanders: Ring of Heroes
- Skylanders: Trap Team
- Slither.io
- Sniper X with Jason Statham
- Snood
- Solar 2
- Soldats inconnus : Mémoires de la Grande Guerre
- Soldiers Inc: Mobile Warfare
- Solipskier
- Solitairica
- Sonic and Sega All-Stars Racing
- Sonic and All-Stars Racing Transformed
- Sonic aux Jeux olympiques de Tokyo 2020
- Sonic CD
- Sonic Dash
- Sonic Jump
- Sonic Runners
- Sonic the Hedgehog
- SoulCalibur
- South Park: Phone Destroyer
- Space Ace
- Space Harrier
- Space Harrier II
- Space Invaders Infinity Gene
- SpaceChem
- Spaceteam
- Spaceward Ho!
- Spider-Man Unlimited
- Spider: The Secret of Bryce Manor
- Splice
- Squids
- Squids Wild West
- Standoff 2
- Star Wars: Galactic Defense
- Star Wars : Insurrection
- Star Wars : Les Héros de la galaxie
- Star Wars: Commander
- Star Wars: Force Arena
- Star Wars: Knights of the Old Republic
- Star Wars: Knights of the Old Republic II - The Sith Lords
- Star Wars: Rise to Power
- Star Wars: Tiny Death Star
- Stardew Valley
- Stargate SG-1: Unleashed
- Steins;Gate
- Stranger Things: The Game
- Stranger Things 3: The Game
- Strike Suit Zero
- Strike Witches: Kiseki no Rondo
- Strikers 1945
- Strikers 1945 II
- Subway Surfers
- Summertime Saga
- Summoners War
- Super Hexagon
- Super Mario Run
- Super Meat Boy Forever
- Super Stickman Golf
- Super Stickman Golf 2
- Super Stickman Golf 3
- Supermarket Mania
- Supermarket Mania 2
- Superstar SMTown
- Surgeon Simulator 2013
- Surviv.io
- Survivalcraft
- Sword Art Online: Code Resister
- Sword Art Online: Integral Factor
- Swords and Soldiers
- Syberia II
- Syberia III

## T
- Table Top Racing
- Tactile Wars
- Tales from the Borderlands
- Tales of the World: Tactics Union
- Talking Angela
- Talos Principle, The
- Tap Tap Revenge
- Tap Tap Revenge 2
- Tap Tap Revenge 3
- Tap Tap Revenge 4
- Teamfight Tactics
- Tekken Mobile
- Temple Run
- Temple Run 2
- Tennis in the Face
- Terminal Velocity
- Terminator Genisys: Future War
- Terminator Genisys: Revolution
- Terra Battle
- Terraria
- Terre du Milieu, La : L'Ombre de la guerre
- Tetrobot and Co.
- Thimbleweed Park
- This War of Mine
- Thomas Was Alone
- Threes!
- Throne: Kingdom at War
- Ticket to Ride
- Time Crisis Strike
- Tiny Thief
- Tiny Tower
- Titan Quest
- Titan Souls
- Titanfall Assault
- To the Moon
- Toki Tori
- Tokyo Jungle Mobile
- Tom Clancy's Elite Squad
- Tom Clancy's Rainbow Six: Shadow Vanguard
- Tom Clancy's ShadowBreak
- Tom Clancy's Splinter Cell: Conviction
- Tomb of the Mask
- Tomb Raider
- Tomb Raider II
- Tony Hawk: Shred Session
- Tony Hawk's Skate Jam
- Top Eleven
- Tout le monde veut prendre sa place Online
- Tower Bloxx
- Trail, The
- Transformers: Age of Extinction - The Official Game
- Transformers: Battle Tactics
- Transformers Construct-Bots
- Transformers: Earth Wars
- Transformers: Forged to Fight
- Transformers G1: Awakening
- Transformers Legends
- Transformers Rescue Bots: Disaster Dash
- Transformers Rescue Bots: Hero Adventures
- Transformers: Robots in Disguise
- Transport Tycoon
- Trials Frontier
- Triennale Game Collection
- Triple Town
- Trivia Crack
- Tuniques bleues, Les : Nord vs Sud
- Two Dots
- Type:Rider
- Tyrann

## U
- Un pas fragile
- Unearthed: Trail of Ibn Battuta
- Unsung Story
- Uplink
- Urban Crime
- Urban Trial Freestyle
- Uwaki Kareshi, The

## V
- Vainglory
- Valkyria Chronicles D
- Valkyrie Anatomia: The Origin
- Valkyrie Profile: Lenneth
- Vendetta Online
- Village des Schtroumpfs, Le
- Vikings: War of Clans
- Vive le Roi
- Voez
- Un voisin d'enfer !
- VVVVVV

## W
- Wakfu Raiders
- Waking Mars
- Walking Dead, The
- Walking Dead, The : Saison 2
- Walking Dead, The: Michonne
- Walking Dead, The: A New Frontier
- Walking Dead, The: Assault
- Walking Dead, The: No Man's Land
- Walking Dead, The: Road to Survival
- War Thunder
- Warhammer 40,000: Armageddon
- Warhammer 40,000: Carnage
- Warhammer 40,000: Space Wolf
- Warhammer 40,000: Storm of Vengeance
- Warspear Online
- Waven
- Wayward Souls
- Westerner, The
- Westworld
- Wheel of Fortune
- Wheel of Fortune: Puzzle Pop
- Wheel of Fortune: Slots Casino with Vanna White
- White Door, The
- Wind-up Knight
- Witcher Adventure Game, The
- Witcher Battle Arena, The
- Wordfeud
- Words with Friends
- World of Goo
- World of Guns: Gun Disassembly
- World of Magic, The
- World of Tanks Blitz
- World of Warships Blitz
- Worms 2: Armageddon
- Worms 3
- Worms 4
- WWE SuperCard

## X
- XBill
- XCOM: Enemy Unknown
- XCOM: Enemy Within
- XIII : Identité perdue

## Y
- Yesterday
- Yo-kai Watch Wibble Wobble
- You Must Build a Boat
- Ys II: Ancient Ys Vanished - The Final Chapter
- Yūki Yūna wa Yūsha de Aru: Hanayui no Kirameki

## Z
- Z
- Zen Bound
- Zen Pinball
- Zombie Driver
- Zombie Panic in Wonderland
- Zombieland: Double Tapper
- Zookeeper DX Touch Edition